# Begijnhof Tienen

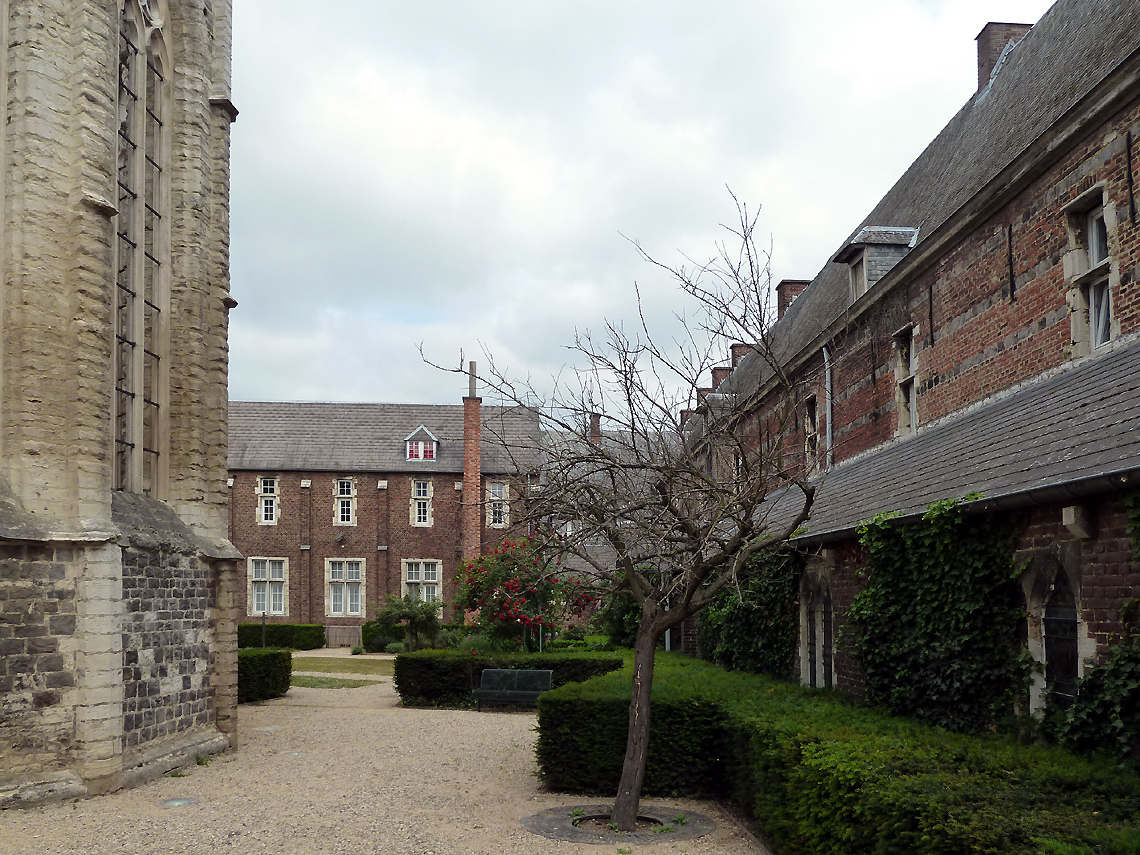
Begijnhof Tienen met ruïne van Begijnhofkerk

Het Begijnhof van Tienen is een begijnhof in de Vlaams-Brabantse stad Tienen, gelegen nabij de Berg van Leningstraat.
Het begijnhof werd gesticht in de eerste helft van de 13e eeuw. De begijnen verwierven gaandeweg een aantal woningen en vestigden zich uiteindelijk nabij de Bostsestraat, net buiten de stadsomwalling, op een terrein met vierkante plattegrond. 
Tijdens de 14e en 15e eeuw kwam het begijnhof tot bloei, waarbij er op het hoogtepunt zo'n 300 begijnen gevestigd waren. Na de godsdiensttwisten (2e helft 16e eeuw) kwam het begijnhof niet meer tot een dergelijke bloei. In 1622 zouden wer nog een 50-tal begijnen hebben gewoond. In 1798, onder het Franse bewind, werd het begijnhof opgeheven. Het bijbehorende ziekenhuis bleef nog enige tijd in gebruik. De kloostergebouwen werden in 1844 aangekocht door de Dominicanen en in 1854 gerestaureerd en verbouwd naar de smaak van die tijd. Na 1944 werd de zuidvleugel nieuw gebouwd.
De huizen, oorspronkelijk stammend uit de 16e en 17e eeuw, werden later door particulieren bewoond en deels verbouwd. Enkele huizen werden gesloopt.
De begijnhofkerk, in de volksmond de Paterskerk genaamd, brandde af in 1976. De ruïne werd geconserveerd en is nu een wandelgebied.